# Cesare Sciocchetti
Cesare Sciocchetti (Spilimbergo, 22 febbraio 1989) è un ex nuotatore italiano.

## Carriera
Principalmente stileliberista, ha avuto molto successo con la nazionale giovanile già nel 2006, quando al debutto agli europei di Palma di Maiorca di luglio è arrivato secondo con la staffetta 4×200 m; poche settimane dopo è stato convocato per la prima edizione dei mondiali giovanili a Rio de Janeiro in cui ha vinto quattro medaglie d'oro nei 200, 4×100, 4×200 stile e 4×100 m mista (in quest'ultima nuotando in batteria) e la medaglia d'argento nei 400 m stile libero. Quell'anno ha fatto anche il debutto con la nazionale maggiore agli europei in vasca corta di Helsinki. L'anno dopo è tornato agli europei giovanili ad Anversa dove è arrivato terzo con la 4×200 m.
È tornato ad avere risultati importanti nel 2009, quando ha vinto il suo primo titolo italiano in staffetta ai campionati primaverili ed è ritornato a gareggiare con la nazionale a luglio ai Giochi del Mediterraneo di Pescara dove ha nuotato in batteria con la 4×200 m che ha poi vinto l'oro in finale. Ad agosto ha partecipato ai mondiali di Roma in cui ha nuotato ancora in batteria con la 4×200 m contribuendo a qualificarla per la finale e nei 400 m (eliminato in qualificazione).
Nella stagione in vasca corta 2009-2010 il suo miglior risultato lo ha ottenuto agli europei di Istanbul entrando in finale nei 200 m; nel marzo 2010 ha vinto il suo primo titolo individuale nei 400 m ai campionati italiani primaverili e si è qualificato per gli europei di Budapest in cui ha nuotato le finali dei 400 m e della staffetta 4×200 m. Nell'agosto 2011 è stato ancora convocato alle Universiadi cinesi di Shenzhen.
Si ritira dalle competizioni alla fine dell'estate 2017.

## Palmarès
| Campionati mondiali          | ---                     | 400 m st. libero        | ---                          | 4×200 m st. libero                 | ---                   |
| 2009 Roma Italia             | ---                     | 17º in batteria 3'47"40 | ---                          | 6º - 7'03"48 nuota in batteria     | ---                   |
| Campionati europei           | ---                     | 400 m st. libero        | ---                          | 4×200 m st. libero                 | ---                   |
| 2010 Budapest Ungheria       | ---                     | 8º 3'51"54              | ---                          | 5º - 7'14"50 nuota in batteria     | ---                   |
| Europei in vasca corta       | 200 m st. libero        | 400 m st. libero        | ---                          | ---                                | ---                   |
| 2006 Helsinki Finlandia      | 16º in batteria 1'47"26 | 18º in batteria 3'48"72 | ---                          | ---                                | ---                   |
| 2009 Istanbul Turchia        | 7º 1'43"81              | 9º in batteria 3'40"14  | ---                          | ---                                | ---                   |
| Giochi del Mediterraneo      | ---                     | 400 m st. libero        | ---                          | 4×200 m st. libero                 | ---                   |
| 2009 Pescara Italia          | ---                     | 5º in batteria 3'51"54  | ---                          | Oro nuota in batteria              | ---                   |
| Universiadi                  | ---                     | 400 m st. libero        | ---                          | 4×200 m st. libero                 | ---                   |
| 2011 Shenzhen Cina           | ---                     | 15º in batteria 3'57"30 | ---                          | 5º - 7'20"86 frazione: 1'48"90     | ---                   |
| Mondiali giovanili           | 200 m st. libero        | 400 m st. libero        | 4×100 m st. libero           | 4×200 m st. libero                 | 4×100 m mista         |
| 2006 Rio de Janeiro Brasile  | Oro 1'51"97             | Argento 3'56"49         | Oro: 3'26"84 frazione: 51"66 | Oro: 7'32"23 frazione: 1'54"14     | Oro nuota in batteria |
| Europei giovanili            | 200 m st. libero        | 400 m st. libero        | 4×100 m st. libero           | 4×200 m st. libero                 | ---                   |
| 2006 Palma di Maiorca Spagna | 13º in batteria 1'53"46 | ---                     | ---                          | Argento: 7'27"80 frazione: 1'52"00 | ---                   |
| 2007 Anversa Belgio          | 4º 1'50"86              | 11º in batteria 3'57"98 | 4º - 3'24"28 frazione: 51"11 | Bronzo: 7'24"38 frazione: 1'50"29  | ---                   |

### Altri risultati
Giochi mondiali militari
- 2011: Rio de Janeiro,  Brasile[1]

200 m stile libero: oro, 1'49"90
400 m stile libero: argento, 3'52"26
4×200 m stile libero: oro, 7'26"79

### Campionati italiani
2 titoli individuali e 1 in staffetta
- 2 nei 400 m stile libero
- 1 nella staffetta 4×100 m stile libero

nd = non disputata
| Anno | Edizione    | st.libero 200 m | st.libero 400 m | st.libero 4×100 m | st.libero 4×200 m | misti 200 m |
| ---- | ----------- | --------------- | --------------- | ----------------- | ----------------- | ----------- |
| 2007 | Primaverili | 3               | -               | -                 | -                 | -           |
| 2008 | Primaverili | -               | 3               | -                 | -                 | -           |
| 2008 | Invernali   | 3               | -               | nd                | nd                | -           |
| 2009 | Primaverili | -               | -               | 1                 | 2                 | -           |
| 2009 | Estivi      | -               | 3               | 3                 | 2                 | -           |
| 2009 | Invernali   | -               | 3               | nd                | nd                | 2           |
| 2010 | Primaverili | -               | 1               | -                 | 2                 | -           |
| 2010 | Estivi      | -               | 2               | nd                | nd                | -           |
| 2010 | Invernali   | 2               | 2               | nd                | nd                | 3           |
| 2011 | Primaverili | -               | 2               | -                 | 3                 | -           |
| 2011 | Estivi      | 2               | -               | nd                | nd                | -           |
| 2011 | Invernali   | -               | 1               | -                 | nd                | -           |